# Hellfire (J. T. Slade)
Hellfire (J.T. Slade) es un personaje ficticio que aparece en los cómics estadounidenses publicados por Marvel Comics.
Hellfire fue interpretado por Axle Whitehead, en la serie de televisión Marvel Cinematic Universe, Agents of S.H.I.E.L.D., en la tercera y cuarta temporada.

## Historial de publicaciones
Hellfire apareció por primera vez en The Mighty Avengers # 13 y fue creado por Brian Michael Bendis y Alex Maleev.

## Biografía del personaje ficticio
Nick Fury recluta al nieto de Carter Slade, James Taylor James (también conocido como J.T. Slade), presentado en The Mighty Avengers # 13, para ser parte del equipo de Fury contra la "Invasión Secreta" de alienígenas Skrulls. La lista de personajes al comienzo de Secret Invasion # 4 (Sept. 2008) se refiere a J.T. como "Hellfire". Hellfire continúa para hacer numerosas apariciones en la serie en curso, Secret Warriors. Más tarde se revela que es un agente doble de HYDRA.
Nick Fury permite que Hellfire caiga a su muerte como resultado de los dobles tratos del personaje.

## Poderes y habilidades
Slade tiene reflejos sobrehumanos y la capacidad de provocar que una cadena se encienda en llamas y cause un daño masivo.

## En otros medios
Una versión inhumana de J.T. James aparece en Agents of S.H.I.E.L.D., interpretado por Axle Whitehead. Fue un ex experto en mercenarios y demoliciones que fue expulsado de "Afterlife" por Jiaying (en la segunda temporada) por irrumpir en sus archivos.
- - En la tercera temporada, apareció por primera vez en el episodio "Paradise Lost", donde Daisy Johnson y Lincoln Campbell le preguntaron sobre el dispositivo Kree en su poder.[7] En el episodio "The Singularity", James pasa por Terrigenesis a manos de Hive y recibe su poder que le permite cargar cosas para una explosión de fuego. Después de ser influido al lado de Hive, James lo ayudó, a Daisy Johnson, y a Alisha Whitley a secuestrar a Holden Radcliffe para crear sus propios Inhumanos.[8] Durante la batalla final contra Hive, Hellfire fue derrotado por Melinda May.[9]
  - En la cuarta temporada, episodio "Déjame junto a tu fuego", Hellfire apareció trabajando en una tienda de fuegos artificiales cuando Daisy Johnson y Jemma Simmons llegaron para avisarle sobre los Watchdogs. Sin embargo, Hellfire había hecho un trato con los Watchdogs y los vendía. Son salvadas por la llegada de Robbie Reyes, quien lucha contra Hellfire como el Ghost Rider. Robbie derrota a Hellfire y se coloca en la custodia de S.H.I.E.L.D.[10]